# 狮山路 (珠海)
狮山路，中国珠海市一条呈南北走向的一般行车道路。北起翠香路，南至朝阳路与园山路交界处，全长约1800米，路宽8～10米。北段为单向两车道，南段为双向两车道。

## 概要及历史
该道路始建于1980年代，1985年以狮山定路名，以前为混凝土路面。2013年，该道路全线铺设沥青路面。早期为双向行车，2015年2月，该道路北段改为单向行车。

## 与之交汇街道
道路顺序由北往南排列，粗体字为主干道
- 翠香路
- 夏美路、教育路
- 福寿街
- 幸福路
- 吉祥街
- 山峰街
- 朝阳路、园山路